# 9426 Aliante
9426 Aliante è un asteroide della fascia principale. Scoperto nel 1996, presenta un'orbita caratterizzata da un semiasse maggiore pari a 2,8677913 UA e da un'eccentricità di 0,0683674, inclinata di 2,95687° rispetto all'eclittica.